# Ден (стадион)
«Ден» (англ. Den, первоначально назывался «Новый Ден» — англ. The New Den) — домашний стадион английского футбольного клуба «Миллуолл». Расположен в Южном Бермондси, на юго-востоке Лондона, почти вплотную примыкает к железнодорожной линии между станциями Лондон-Бридж и Нью-Кросс-Гейт, рядом с мусоросжигательным заводом SELCHP. Стадион «Ден» был построен в 1993 году взамен устаревшего стадиона, носившего такое же название и расположенного в менее чем четверти мили от новой арены. Стадион имеет 20 146 сидячих мест. Новый «Ден» является шестым стадионом за всю историю «Миллуолла» с момента его основания в 1885 году.

## История

### Старый «Ден»
Футбольный клуб «Миллуолл» был основан в 1885 году в Восточном Лондоне. Сменив четыре стадиона на Собачьем острове (боро Тауэр-Хэмлетс), на котором «Львы» играли в начале XX века, руководство клуба решило найти новую площадку под более вместительную арену. Место под строительство было найдено в Южном Лондоне, в районе Нью-Кросс боро Луишем. Футбольный стадион решили строить поблизости от «Нью Кросс Стэдиум» (англ. New Cross Stadium) на Олд-Кент роад, на котором проводились собачьи бега и соревнования по лёгкой атлетике, а позднее и спидвею.
Директор клуба Том Торн обратился к архитектору Арчибальду Лейтчу и строительной фирме Хамфрис из Найтсбриджа. Ориентировочная стоимость нового стадиона составила около £10 000. Первый свой матч на «Дене» «Миллуолл» провёл 22 октября 1910 года против клуба «Брайтон энд Хоув Альбион», чемпиона Южной лиги, проиграв со счетом 0:1. Билеты на игру стоили один пенни. 28 августа 1920 года «Миллуолл» сыграл на «Дене» свой первый матч в рамках Футбольной лиги, победив «Бристоль Роверс» со счётом 2:0. Интересное совпадение, свой последний матч на старом «Дене» в рамках Футбольной лиги «Львы» также провели с командой из Бристоля 8 мая 1993 года.
Первый международный матч на «Дене» был сыгран 13 марта 1911 года. В тот день сборная Англии обыграла команду Уэльса со счётом 3:0. В последний раз сборные на «Дене» играли 12 декабря 1989 года. В тот день вторая сборная Англии выиграла у второй команды Югославии со счётом 2:1.
Во время Второй мировой войны стадион, находившийся в непосредственной близости от Суррейских коммерческих доков, пострадал от немецкой бомбардировки. 19 апреля 1943 года одна из бомб попала в Северную террасу, а 26 апреля произошёл пожар, уничтоживший Главную трибуну. В результате «Миллуоллу» пришлось проводить домашние матчи на стадионах своих соседей «Чарльтона», «Кристал Пэлас» и «Вест Хэм Юнайтед». Только 24 февраля 1944 года «Львы» смогли вернуться на «Ден», в восстановлении которого активно участвовали болельщиков клуба.
После войны «Миллуолл» собирался построить новую двухуровневую трибуну и даже закупил все необходимые для этого материалы, Министерство общественных работ запретило строительство так как в Великобритании по прежнему сохранялось нормирование. Только в 1948 году клубу разрешили построить новую одноярусную трибуну в две трети длины поля. 5 октября 1953 года на «Дене» сыграли первый матч с искусственным освещением. В присутствии 25 000 зрителей «Львы» обыграли «Манчестер Юнайтед» со счётом 2:1.
Именно на «Дене» «Миллуолл» установил непобитый по сей день рекорд, проведя с 22 августа 1964 года по 14 января 1967 года 59 домашних игр без поражений.
К концу 1970-х годов «Ден» пришёл в упадок и появилась идея построить на месте существующего стадиона и прилегающего «Нью Кросс Стэдиум» новую арену — «Супер-Ден», рассчитанную на 25 000 — 30 000 зрителей. В конечном итоге этот амбициозный проект не был осуществлён из-за нехватки финансирования и непопулярности среди болельщиков. В 1986 году новые владельцы клуба потратили около миллиона фунтов на модернизацию давно устаревшего стадиона, не соответствовавшего современным нормам комфорта и безопасности. В частности, были установлены новые разделительные барьеры и турникеты, улучшены туалеты, заменены сиденья и освещение. Впрочем модернизация не решила всех проблем стадиона, в том числе главную, со стоячими местами, на которые приходилось более 90 % всей вместимости арены. Для решения этой проблемы был разработан план реконструкции арены с полной заменой стоячих мест на сидячие, но в конце концов от него отказались в пользу переезда на новый стадион, отчасти потому, что новый стадион был расположен в более просторном месте, что позволяло создать спортивный центр для публичного использования, отчасти из-за невозможности привести старый стадион в соответствие с рекомендациями доклада Тейлора. Часть болельщиков клуба выступили против решения президента клуба Рега Бёрра о переезде.
После того как «Миллуолл» по итогам сезона 1989/1990 вылетел из Первого дивизиона было решено построить новый стадион на 25 000 мест на Сенегальских полях (англ. Senegal Fields). 11 декабря 1991 года стадион «Ден» был продан под застройку компании Fairview New Homes за £6,5 млн, но по условиям сделки «Миллуолл» ещё почти 1,5 года продолжал выступать на своей арене. На новый стадион клуб переехал в августе 1993 года, а осенью того же года старый «Ден» был снесён. На его месте были построены жилые дома. Память о уже несуществующем стадионе и выступавшей на нём команде сохранилась и по сей день. Среди местные жители новый жилой квартал и его окрестности известны как «Маленький Миллуолл» (англ. Little Millwall).

#### Статистика
Первый стадион «Ден» был построен в 1909 году. В первый раз «Миллуолл» играл на нём 22 октября 1910 года, в последний — 8 мая 1993 года. Всего клуб провёл на нём 83 сезона, с 1910 по 1993 годы.
Проект стадиона создал шотландский архитектор Арчибальд Литч, прославившийся как автор проектов многих известных футбольных стадионов Великобритании и Ирландии, среди которых лондонские «Вест Хэм Стэдиум», «Крейвен Коттедж» (Фулем), «Уайт Харт Лейн» (Тоттенхэм) и «Хайбери», ливерпульские «Гудисон Парк» и «Энфилд», «Айброкс Парк», «Селтик Парк» и «Хэмпден Парк» в Глазго, бирмингемский «Вилла Парк», «Ивуд Парк» в Блэкберне, белфастский «Уиндзор Парк» и манчестерский «Олд Траффорд», а также многие другие.
Стадион был рассчитан на 47 000 зрителей, правда, сидячих мест было всего 4536. Рекорд посещаемости был установлен в 1937 году, когда на матч против «Дерби Каунти» собралось 48 672 зрителей.

### Новый «Ден»

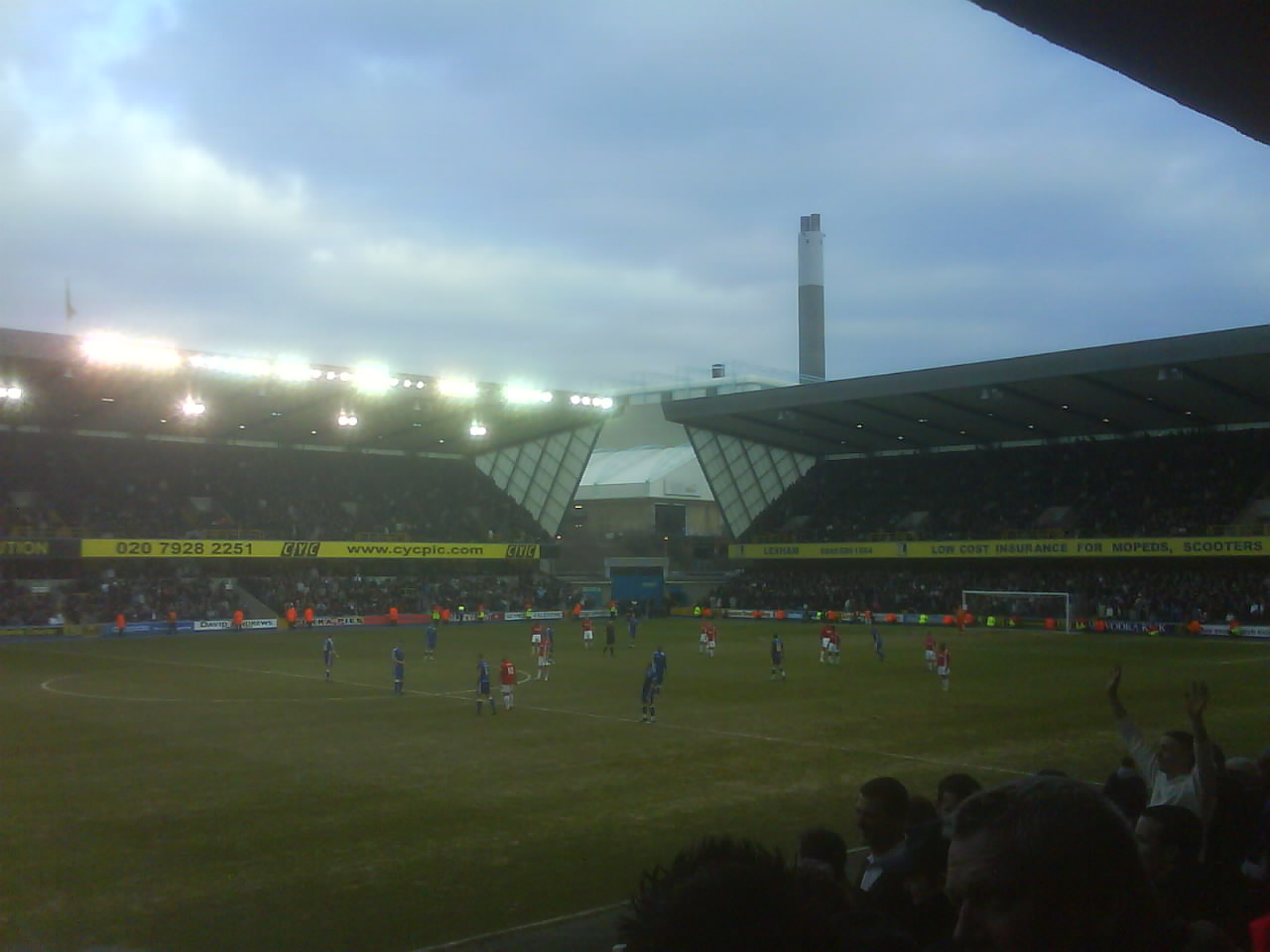
Вид с Западной трибуны во время победного матча с «Чарльтон Атлетик» (сезон 2009/2010)

В 1990 году президент клуба «Миллуолл» Рег Бёрр несмотря на недовольство части болельщиков принял окончательное решение о переезде на новый стадион в Сенегальских полях. В декабре 1991 года старый стадион был продан. Проект новой арены разработал архитектор Торбурн Миллер. Летом 1992 года клуб определился с подрядчиком, им стала компания Tilbury Douglas (ныне Interserve plc), выигравшая подряд стоимостью £14 млн. За эти деньги строители должны были за 57 недель возвести на месте снесённых жилых домов, храма и игровых полей Сенегал Филдс футбольный стадион вместимостью более 20 тыс. человек, спортивный и развлекательный комплексы, а также стоянку на 240 машин. Первоначально планировалось, что стадион сможет принять от 25 000 до 30 000 зрителей, но ради экономии средств вместимость пришлось уменьшить. Новый «Ден» стал первым в Англии стадионом построенным в соответствии с рекомендациями доклада Тейлора и первым с 1937 года новым футбольным стадионом построенным в Лондоне для профессиональной команды. Финансирование строительства велось за счёт средств вырученных от продажи старого стадиона и грантов от Football Trust и муниципалитета боро Луишем. Всего на строительство клуб израсходовал £16 млн. Новый стадион, первоначально названный «Новый Ден» (англ. The New Den), стал для «Миллуолла» шестой ареной с момента создания футбольного клуба в 1885 году.
Первую игру на новой арене «Миллуолл» провёл 4 августа 1993 года, проиграв в товарищеском матче португальскому «Спортингу» со счётом 1:2. В открытии нового стадиона участвовал лидер Лейбористской партии и оппозиции Джон Смит.
Первое время новый стадион был счастливым для «Миллуолла». В свой первый сезон после переезда клуб финишировал третьим в Первом дивизионе, но не сумел выйти в Премьер-лигу потерпев поражение в плей-офф. По итогам сезона 1995/1996 годов «Миллуолл» и вовсе вылетел во Второй дивизион. Вернуться в Первый дивизион «Львы» смогли только через пять лет, в сезоне 2000/2001 годов. В 2002 году «Миллуолл» имел шанс выходу в Премьер-лигу, финишировав четвёртым, но в очередной раз проиграл в плей-офф. В сезоне 2003/2004 годов «Львы», стартовав в Кубке Англии с третьего раунда, впервые в своей истории вышли в финал, где проиграли со счётом 3:0 «Манчестер Юнайтеду». Тем не менее этот результат позволил «Миллуолу» впервые истории выступить в Кубке УЕФА, где, правда, их кампания была недолгой. По итогам сезона 2005/2006 годов «Миллуолл» покинул Чемпионат Футбольной лиги. На возвращение во второй по счёту дивизион английского футбола «Львам» потребовалось 4 года. В 2010 году они финишировали третьими, а затем в финале плей-офф на «Уэмбли» победили «Суиндон Таун» со счётом 1:0.

## Трибуны
Четыре трибуны «Дена» вмещают в общей сложности 20 146 человек. Самой большой является западная трибуна, названная в честь Барри Китченера (англ. The Barry Kitchener Stand), рекордсмена клуба по сыгранным матчам (596 в период с 1966 по 1982 годы), рассчитанная на 5927 зрителей, в том числе 400 мест в ложах и 173 места для инвалидов. Второй по количеству зрителей является восточная, 20 января 2011 года переименованная в честь докеров Ист-Энда (англ. The Dockers Stand), которые с самого основания клуба составляли значительную часть болельщиков команды. Она вмещает 5455 зрителей, в том числе 320 в ложах. Южная, названная в память улицы, которая вела на старый «Ден» (англ. Cold Blow Lane Stand), и северная (англ. North Stand), предназначенная для болельщиков гостевой команды, рассчитаны на 4382 человека каждая.

## Средняя посещаемость
В скобках указано занятое по итогам сезона место.

| Чемпионат - 2010/2011: 12 438 (9-е) - 2011/2012: 11 484 (16-е) - 2012/2013: 10 559 (20-е) | Первая лига - 2006/2007: 9 452 (10-е) - 2007/2008: 8 669 (17-е) - 2008/2009: 8 940 (5-е) - 2009/2010: 10 835 (3-е) ▲ | Чемпионат - 2004/2005: 11 656 (10-е) - 2005/2006: 9 529 (23-е) ▼ | Первый дивизион - 2001/2002: 13 380 (4-е) - 2002/2003: 8 512 (9-е) - 2003/2004: 10 500 (10-е) | Второй дивизион - 1996/1997: 7 753 (14-е) - 1997/1998: 7 022 (18-е) - 1998/1999: 6 958 (10-е) - 1999/2000: 9 463 (5-е) - 2000/2001: 11 442 (1-е) ▲ | Первый дивизион - 1993/1994: 10 100 (3-е) - 1994/1995: 7 687 (12-е) - 1995/1996: 9 559 (22-е) ▼ |

## Международные матчи и другие события
19 марта 1994 года на «Дене» состоялся матч между боксёрами-профессионалами, американцем британского происхождения Майклом Бенттом и британцем нигерийского происхождения Херби Хайдом, за звание чемпиона мира в тяжёлом весе по версии WBO. В 7-м раунде Хайд нокаутировал соперника, впервые в своей жизни став чемпионом мира. Для Бентта, после поединка доставленного в больницу с травмой головного мозга, этот бой стал тринадцатым и последним в карьере.
1 мая 2006 года на «Дене» состоялся финал Кубка Англии по футболу среди женщин. Женская команда «Арсенала» выиграла у женской команды «Лидс Юнайтед» со счётом 5:0. Также на стадионе состоялись три товарищеских матча сборных. 21 августа 2007 года сборная Ганы сыграла вничью 1:1 с командой Сенегала. 11 февраля 2009 года матч сборные Ямайки и Нигерии также разошлись вничью (0:0). 5 марта 2014 года сборная Австралии проиграла Эквадору со счётом 3:4. Дважды в этом матче отличился австралиец Тим Кэхилл, в прошлом игрок «Миллуолла».
18 мая 2008 года на стадион «Ден» состоялся благотворительный футбольный турнир с участием звёзд кино и телевидения. В нём приняли участие около 150 знаменитостей, в том числе группа McFly, певец Тони Хэдли, певица Эми Уайнхаус и бывший игрок «Миллуолла» Терри Хэрлок, популярный среди болельщиков клуба. Собранные деньги были направлены известной благотворительной организации «Самаритяне» (англ. Samaritans). Впервые в истории такой турнир был организован на стадионе клуба, не играющего в Премьер-лиге.
Во время съёмок британского телесериала «Команда мечты» (англ. Dream Team) стадион «Ден» использовался как домашняя арена выдуманного клуба Премьер-лиги «Харчестер Юнайтед» (англ. Harchester United F.C.). Кроме того, «Ден» фигурировал в одном из эпизодов британского научно-фантастического телесериала «Портал юрского периода». Стадион также использовался для съёмок одного из эпизодов британского детективного телесериала «Чисто английское убийство». Известный режиссёр Гай Ричи на стадионе «Миллуолла» снимал рекламный ролик Take It To The Next Level для корпорации Nike. В 2010 году Kit Kat сделали свой рекламный ролик Cross your Fingers, используя кадры отснятые в том числе на стадионе «Ден».

## Транспортная доступность

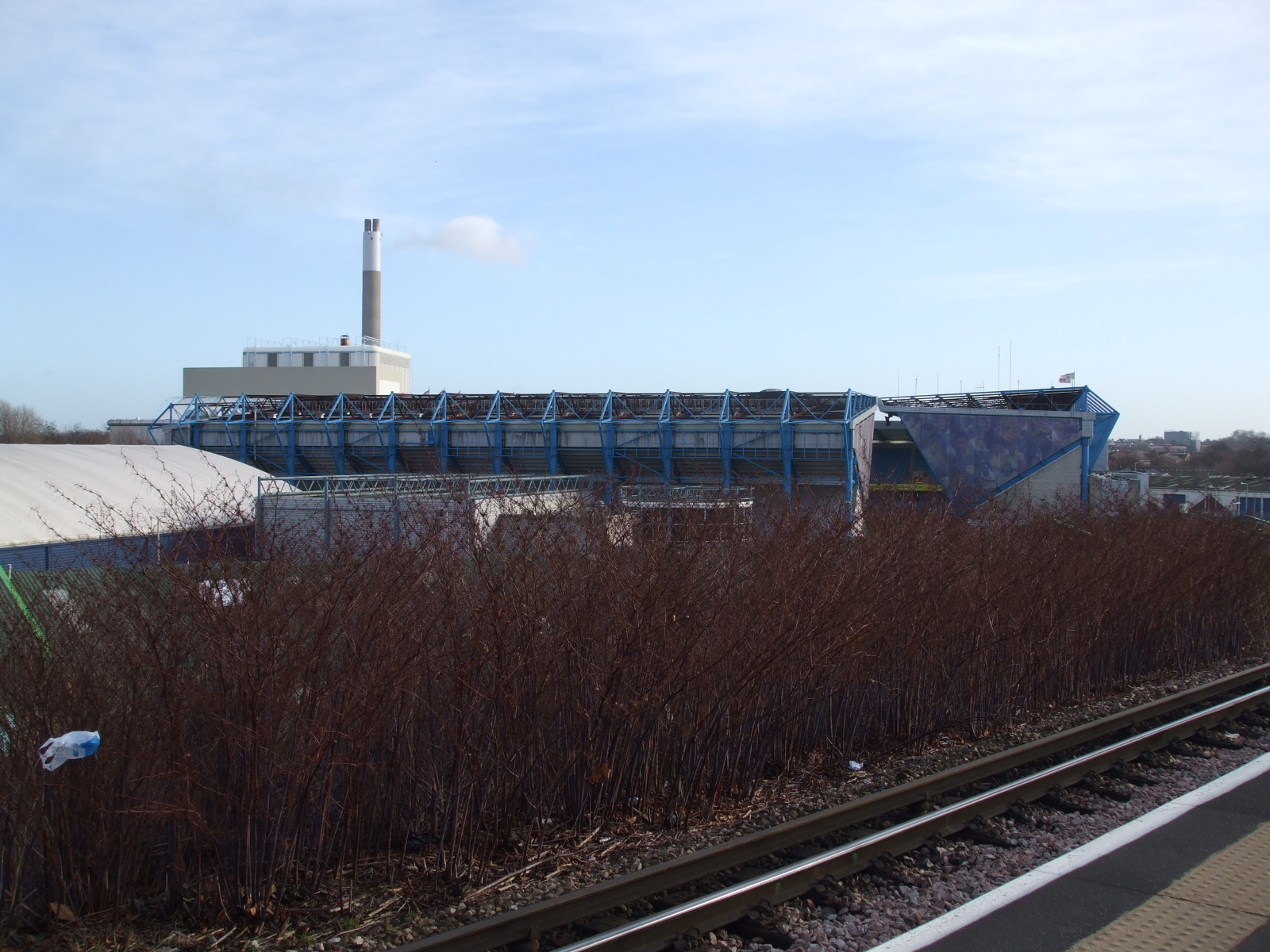
Вид на «Ден» со стороны железнодорожной станции Южный Бермондси

В пяти минутах ходьбы от стадиона «Ден» располагается станция железнодорожной линии Inner South London Line Южный Бермондси. Болельщикам гостей, приехавшим по железной дороге, в дни матчей доступна выделенная для них аллея. На стадионе нет специальной автомобильной парковки для неместных болельщиков. Ближе всего к стадиону останавливается автобус 12-го маршрута, на Ilderton Road, всего в двух минутах ходьбы. Автобусы 21-го, 53-го и 172-го маршрутов делают ближайшую к стадиону остановку на Олд Кент роуд, в 10 минутах ходьбы от «Дена». Ближайшей к стадиону «Миллуолла» станцией метро является Canada Water (Юбилейная линия), которая находится в 20 минутах ходьбы от арены. Станции Surrey Quays и New Cross Gate, ранее относившиеся к Южнолондонской линии, а ныне часть «Лондонской надземки», расположены в 15 минутах ходьбы от стадиона.

## Болельщики
Старый стадион «Ден» прославился как место рождения знаменитого «Миллуоллского рёва» (англ. Millwall Roar). В начале XX века среди английских болельщиков «хорошим тоном» для хозяев было выказать свою благодарность игрокам гостей за хороший футбол. Болельщики «Миллуолла», однако, весь матч от начала до конца в буквальном смысле «ревели» только за свою команду. Впрочем, болельщики «Львов» прославились не только своим рёвом. «Ден» очень быстро заслужил репутацию одного из самых страшных стадионов в Англии. Ни одна команда не любила играть на нём, так как агрессивная толпа на трибунах и рядом с ними, а также сам стадион производили на игроков и болельщиков гостей угнетающее впечатление. Болельщики «Миллуолла» пользовались репутацией жестоких, безбашенных, способных не задумываясь высказать всё, что думают или прямо на месте затеять драку, не тратя время на разговоры.
Мы собираемся для встречи с «Миллуоллом» на выезде. Дело предстоит не самое приятное, но мы некоторым образом уважаем в глубине души «Миллуолл», хотя никогда бы в этом не признались. Мы-то знаем, что Нью-Кросс и Пекхэм настоящие дыры в Лондоне. Давно замечено, что самая большая деревенщина — родом отсюда. Насколько помнится, фанаты «Миллуолла» всегда были полоумными. Какими-то особенными, болезненно-психическими, за пределами понимания. Они приобрели такую репутацию и заслуживают её, взращенные на истории доков на рубеже веков. Сто лет выбивания мозгов из каждого, кто слишком далеко отойдёт от старой кентской дороги. Их отцы делали своё дело, гоняясь в пору нашего детства за чужаками по аллее Колд-Блоу, как за игрушечными солдатиками, прежде чем они выйдут на дорогу к Сенгал-филдс, а ещё раньше их деды сурово могли проучить тех, кто из Вест-Хэма забирался слишком далеко на Собачий остров, перенося сюда дурные привычки Поплара и Степни. Ножи, бутылки и драки стенка на стенку до, после и во время игры. Всё это происходило ещё до того, как родился мой отец. В добрые старые времена, когда Британия господствовала над морями, а некоторые районы Лондона были запретной зоной для полицейских в выходные дни, когда ресторанное дело шло на заебец и с большим размахом.
Джон Кинг: «Фабрика футбола».
Из-за поведения болельщиков «Миллуолла» стадион «Ден» пять раз дисквалифицировался Футбольной ассоциацией, что является рекордом для английского футбола. Первая раз стадион «Львов» дисквалифицировали на две недели в 1920 году, после того как болельщики спровоцировали вратаря команды «Ньюпорт» на драку и затем избили его. В 1934 году стадион вновь получил двухнедельную дисквалификацию за оскорбления арбитра во время матча с «Брэдфорд Сити». В 1947 году стадион был опять дисквалифицирован из-за беспорядков на матче с «Барнсли». После матча с «Эксетер Сити» около двухсот фанатов атаковали судью за пределами стадиона, что привело к его закрытию на семь дней и штрафу в 1000 фунтов. Очередную дисквалификацию на стадион наложили в 1978 году, после того как фанаты «Миллуолла» попытались сорвать неудачную для клуба игру шестого раунда Кубка Англии с клубом «Ипсвич Таун». В результате произошедших во время матча и после него беспорядков пострадало двадцать два полицейских. В ответ Футбольная ассоциация дисквалифицировала стадион и запретила в течение следующих двух сезонов проводить на «Дене» матчи Кубка Англии. Последний матч на старом стадионе также сопровождался беспорядками, благо в гости к «Львам» приехали фанаты из Бристоля, имевшие давние счёты с фанатами «Миллуолла».